# Ronde van Namen
De Ronde van Namen (Frans: Tour de la province de Namur) is een etappekoers die elk jaar in augustus wordt verreden in de Belgische provincie Namen (Wallonië). De wedstrijd werd in 1948 voor het eerst georganiseerd door de Franstalige krant Vers l’Avenir. Deze werd gewonnen door twee Belgen met dezelfde tijd: Roger Wilmot en Edmond De Backer. Van de 71 edities (2019) heeft de Belg Jos Deschoenmaecker er twee gewonnen en heeft daarmee de meeste eindzeges op zijn naam staan.
De Ronde van Namen is voor Belgische wielrenners een opstapje naar grotere rondes. Oud-winnaars die later bekend zijn geworden zijn bijvoorbeeld Willy Van Neste, Evert Dolman, Ferdi Van Den Haute, Fons De Wolf, Etienne De Wilde, Rik Verbrugghe, Levi Leipheimer, Gianni Meersman en Laurens Sweeck.

## Lijst van winnaars

### Overwinningen per land
| Overwinningen | Land                                             |
| ------------- | ------------------------------------------------ |
| 62            | België                                           |
| 7             | Nederland                                        |
| 2             | Frankrijk                                        |
| 1             | Canada, Sovjet-Unie, Noorwegen, Verenigde Staten |